# Balsamocarpon brevifolium
Genre
Espèce
Synonymes
- Caesalpinia brevifolia (Clos) Benth.[3] [4]
- Caesalpinia brevifolia Baill.[2]

Balsamocarpon brevifolium, l'algarrobilla ou algarrobito en espagnol, est une espèce de plantes à fleurs dicotylédones de la famille des Fabaceae, sous-famille des Caesalpinioideae. C'est un arbuste originaire du Chili. C'est l'unique espèce acceptée du genre Balsamocarpon (genre monotypique).

## Distribution
L'aire de répartition originelle de Balsamocarpon brevifolium se limite au centre et au sud de la région d'Atacama  et au nord de celle de  Coquimbo. L'espèce est considérée comme vulnérable dans les deux régions. Malgré son statut de conservation, on l'utilise encore pour faire du charbon de bois ; autrefois, les fruits étaient récoltés pour en extraire du tanin.